# Roland Mayr
Roland Mayr (* 9. Juni 1984 in Augsburg) ist ein ehemaliger deutscher Eishockeyspieler, der zuletzt für den ESV Kaufbeuren in der DEL2 spielte.

## Karriere
Der 1,86 m große Flügelstürmer begann seine Karriere 2000 zunächst in der Deutschen Nachwuchsliga bei den Augsburger Jungpanthern, bevor er sich durch gute Leistungen für Höheres empfehlen konnte und in der Saison 2003/04 für die Augsburger Panther in der DEL debütierte. Der endgültige Durchbruch gelang dem Linksschützen ein Jahr später, als er auf insgesamt 52 Spiele kam und dabei vier Scorerpunkte erzielen konnte.
Nach weiteren drei Jahren bei den Panthern entschloss sich der gebürtige Augsburger zu einem Wechsel zu den Nürnberg Ice Tigers, für die er in der Spielzeit 2008/09 aufs Eis ging. Im Juli 2010 wechselte er zu den SERC Wild Wings aus der 2. Eishockey-Bundesliga.

## Karrierestatistik
(Legende zur Spielerstatistik: Sp oder GP = absolvierte Spiele; T oder G = erzielte Tore; V oder A = erzielte Assists; Pkt oder Pts = erzielte Scorerpunkte; SM oder PIM = erhaltene Strafminuten; +/− = Plus/Minus-Bilanz; PP = erzielte Überzahltore; SH = erzielte Unterzahltore; GW = erzielte Siegtore; 1 Play-downs/Relegation; Kursiv: Statistik nicht vollständig)